# Puchar Europy Mistrzów Klubowych (1973/1974)
XIX Puchar Europy Mistrzów Klubowych 1973/1974

(ang. European Champion Clubs’ Cup)

## I runda
| Waterford – Újpest 2:3 i 0:3 1 19.09 1973 0:1 Zámbó 9, 1:1 Kirby 13, 1:2 Fazekas 64, 1:3 L.Nagy I 69, 2:3 O’Neill 90 (mecz w Dublinie) 2 03.10 1973 0:1 E.Dunai III 9, 0:2 Fazekas 67, 0:3 L.Nagy I 86 |
| Bayern Monachium – Åtvidabergs FF 3:1 i 1:3 (dog), karne 4:3 1 19.09 1973 1:0 G.Müller 3, 1:1 Dürnberger 66s, 2:1 Olsson 68s, 3:1 G.Müller 72 2 03.10 1973 0:1 Torstensson 7, 0:2 Wallinder 15, 0:3 Torstensson 72, 1:3 U.Hoeness 75                                                                        |
| SL Benfica – Olympiakos SFP 1:0 i 1:0 1 19.09 1973 1:0 Messias 53 2 03.10 1973 1:0 Nene 29 |
| Turun Palloseura – Celtic F.C. 1:6 i 0:3 1 19.09 1973 0:1 Callaghan 2, 1:1 Andelmin 17k, 1:2 Hood 22, 1:3 Johnstone 61, 1:4 Connelly 78k, 1:5 Deans 86, 1:6 Callaghan 88 2 03.10 1973 0:1 Deans 20, 0:2 Johnstone 27, 0:3 Johnstone 53                                                                      |
| Dynamo Drezno – Juventus F.C. 2:0 i 2:3 1 19.09 1973 1:0 Kreische 29, 2:0 Schade 42 2 03.10 1973 0:1 Furino 9, 1:1 Rau 24, 1:2 Altafini 25, 1:3 Cuccureddu 31, 2:3 Sachse 75 |
| Zoria Woroszyłowgrad – APOEL FC 2:0 i 1:0 1 19.09 1973 1:0 Biełousow 24, 2:0 W.Kuzniecow 27 2 03.10 1973 1:0 Kuksow 58 |
| FK Crvena zvezda – Stal Mielec 2:1 i 1:0 1 19.09 1973 1:0 Petrović 2, 1:1 Lato 46, 2:1 Karasi 67 2 03.10 1973 1:0 Lazarević 26 (mecz w Krakowie) |
| Club Brugge – Floriana FC 8:0 i 2:0 1 19.09 1973 1:0 Lambert 5, 2:0 Le Ferre 20, 3:0 Carteus 34, 4:0 Houwaert 39, 5:0 Rüssmann 43, 6:0 Lambert 48, 7:0 Lambert 55, 8:0 Carteus 74 2 03.10 1973 1:0 Thio 65, 2:0 Houwaert 85                                                                                 |
| Jeunesse Esch – Liverpool 1:1 i 0:2 1 19.09 1973 0:1 Hall 43, 1:1 Dussier 88 2 03.10 1973 0:1 Mond 47s, 0:2 Toshack 57 |
| Atlético Madryt – Galatasaray SK 0:0 i 1:0 (dog) 1 19.09 1973 2 03.10 1973 1:0 Saltego 100 |
| Viking FK – Spartak Trnawa 1:2 i 0:1 1 19.09 1973 0:1 Adamec 13, 0:2 Martinković 36, 1:2 Kvia 59 2 03.10 1973 0:1 Martinković 25 |
| Vejle BK – FC Nantes 2:2 i 1:0 1 19.09 1973 1:0 Marcussen 5, 2:0 Lund 17, 2:1 Rampillon 21, 2:2 Couécou 60 2 03.10 1973 1:0 Nörregard 62 |
| CSKA Sofia – SSW Innsbruck 3:0 i 1:0 1 19.09 1973 1:0 Maraszlijew 3, 2:0 Żekow 20, 3:0 Denew 34 2 03.10 1973 1:0 Żekow 18 |
| FC Basel – Knattspyrnufélagið Fram 5:0 i 6:2 1 18.09 1973 1:0 Cubillas 2, 2:0 Balmer 21, 3:0 Hasler 75, 4:0 Balmer 85, 5:0 Demarmels 88 2 20.09 1973 1:0 Tanner 4, 2:0 Cubillas 24, 3:0 Geirsson 39s, 3:1 Leifsson 52, 4:1 Tanner 56, 5:1 Wampfler 60, 6:1 Stohler 66k, 6:2 Eliasson 78 (mecz w Olten)      |
| Crusaders F.C. – FC Dinamo Bukareszt 0:1 i 0:11 1 19.09 1973 0:1 Dumitrescu 1 2 03.10 1973 0:1 D.Georgescu 5, 0:2 Dumitrache 16, 0:3 Dinu 27, 0:4 R.Nunweiler 43, 0:5 Beckett 55s, 0:6 R.Nunweiler 54, 0:7 D.Georgescu 60, 0:8 R.Nunweiler 64, 0:9 D.Georgescu 71, 0:10 D.Georgescu 85, 0:11 R.Nunweiler 88 |
| Wolny los: AFC Ajax |

## II runda
| SL Benfica – Újpest 1:1 i 0:2 1 24.10 1973 0:1 A.Tóth 57, 1:1 Eusebio 69 2 07.11 1973 0:1 Bene 67, 0:2 Kolar 70 |
| Celtic F.C. – Vejle BK 0:0 i 1:0 1 24.10 1973 2 07.11 1973 1:0 Lennox 33 |
| Spartak Trnawa – Zoria Woroszyłowgrad 0:0 i 1:0 1 24.10 1973 2 07.11 1973 1:0 Martinković 61 |
| FK Crvena zvezda – Liverpool 2:1 i 2:1 1 24.10 1973 1:0 Janković 39, 2:0 Bogičević 48, 2:1 Keegan 72 2 06.11 1973 1:0 Lazarević 60, 1:1 Lawler 83, 2:1 Janković 90 |
| Club Brugge – FC Basel 2:1 i 4:6 1 24.10 1973 1:0 Carteus 7, 1:1 Odermatt 39k, 2:1 thio 60k 2 07.11 1973 0:1 Rüssmann 19s, 1:1 Lambert 23, 2:1 Carteus 28, 2:2 Balmer 31, 2:3 Wampfler 37, 3:3 Lambert 46, 3:4 Hitzfeld 63k, 4:4 Lambert 68, 4:5 Hitzfeld 70, 4:6 Hitzfeld 87          |
| FC Dinamo Bukareszt – Atlético Madryt 0:2 i 2:2 1 24.10 1973 0:1 Garate 19, 0:2 Eusebio 88 2 07.11 1973 1:0 Lucescu 1, 1:1 Ayala 9, 2:1 D.Georgescu 11, 2:2 Capon 77 |
| AFC Ajax – CSKA Sofia 1:0 i 0:2 (dog) 1 24.10 1973 1:0 Mulder 15 2 07.11 1973 0:1 Maraszlijew 69, 0:2 Żekow 115 |
| Bayern Monachium – Dynamo Drezno 4:3 i 3:3 1 24.10 1973 0:1 Hansen 13s, 1:1 W.Hoffmann 17, 2:1 Dürnsberger 26, 2:2 Sachse 34, 2:3 Heidler 42, 3:3 Roth 72, 4:3 G.Müller 83 2 07.11 1973 1:0 Hoeness 10, 2:0 Hoeness 12, 2:1 Wätzlich 42, 2:2 Schade 54, 2:3 Häfner 56, 3:3 G.Müller 60 |

## 1/4 finału
| Spartak Trnawa – Újpest 1:1 i 1:1 (dog), karne 3:4 1 06.03 1974 1:0 Kabat 11, 1:1 A.Tóth 70 2 20.03 1974 1:0 Adamec 36, 1:1 Fekete 41 |
| Bayern Monachium – CSKA Sofia 4:1 i 1:2 1 05.03 1974 1:0 Torstensson 8, 1:1 Michajłow 24, 2:1 Beckenbauer 33, 3:1 G.Müller 65, 4:1 Torstensson 88 2 20.03 1974 1:0 Breitner 30, 1:1 Kolew 41, 1:2 Denew 48                                           |
| FK Crvena zvezda – Atlético Madryt 0:2 i 0:0 1 06.03 1974 0:1 Luis 9, 0:2 Garate 80 2 21.03 1974 |
| FC Basel – Celtic F.C. 3:2 i 2:4 (dog) 1 27.02 1974 0:1 Wilson 21, 1:1 Hitzfeld 28, 2:1 Odermatt 31, 2:2 Dalglish 57, 3:2 Hitzfeld 64k 2 20.03 1974 0:1 Dalglish 14, 0:2 Deans 18, 1:2 Mundschin 33, 2:2 Balmer 48, 2:3 Callaghan 62, 2:4 Murray 114 |

## 1/2 finału
| Újpest – Bayern Monachium 1:1 i 0:3 1 10.04 1974 1:0 Fazekas 18, 1:1 Torstensson 38 2 24.04 1974 0:1 Torstensson 33, 0:2 Horváth 70s, 0:3 G.Müller 81 |
| Celtic F.C. – Atlético Madryt 0:0 i 0:2 1 10.04 1974 2 24.04 1974 0:1 Garate 77, 0:2 Adelardo 85                                                      |

## Finał
| 15 maja 1974 Bruksela Stadion Heysel (48 722) Bayern Monachium – Atlético Madryt 1:1 (0:0, 0:0) Sędzia: Alfred Delcourt (Belgia) Bramki: 0:1 Luis Aragonés 114, 1:1 Hans-Georg Schwarzenbeck 119 Żółte kartki: – / Javier Irureta Fußball-Club Bayern München (trener Udo Lattek): Sepp Maier – Johnny Hansen, Paul Breitner, Hans-Georg Schwarzenbeck, Franz Beckenbauer (kapitan), Franz Roth, Rainer Zobel, Uli Hoeneß, Conny Torstensson (76 Bernd Dürnberger), Gerd Müller, Jupp Kapellmann Club Atlético de Madrid (trener Juan Carlos Lorenzo): Miguel Reina – Francisco Melo, José Luis Capón, Adelardo Sanchez, Ramon Heredia, Luis Aragonés (kapitan), Eusebio Bejarano, Javier Irureta, Armando Ufarte (69 Heraldo Becerra), José Garate, Ignacio Salcedo (90 Alberto Fernandez) |

Ponieważ regulamin w przypadku braku rozstrzygnięcia nie przewidywał w finale rzutów karnych, konieczne było powtórzenie finału.
| 17 maja 1974 Bruksela Stadion Heysel (23 325) Bayern Monachium – Atlético Madryt 4:0 (1:0) Sędzia: Alfred Delcourt (Belgia) Bramki: 1:0 Ulrich Hoeness 28, 2:0 Gerd Müller 58, 3:0 Gerd Müller 71, 4:0 Uli Hoeness 83 Żółte kartki: Gerd Müller / Eusebio Bejarano, Domingo Benegas Fußball-Club Bayern München (trener Udo Lattek): Sepp Maier – Johnny Hansen, Paul Breitner, Hans-Georg Schwarzenbeck, Franz Beckenbauer (kapitan), Franz Roth, Rainer Zobel, Uli Hoeneß, Conny Torstensson, Gerd Müller, Jupp Kapellmann Club Atlético de Madrid (trener Juan Carlos Lorenzo): Miguel Reina – Francisco Melo, José Luis Capón, Adelardo Sanchez (61 Domingo Benegas), Ramon Heredia, Luis Aragonés (kapitan), Eusebio Bejarano, Heraldo Becerra, José Garate, Ignacio Salcedo, Alberto Fernandez (65 Armando Ufarte) |